# Division d'Honneur 1937-1938 (Lussemburgo)
La Division d'Honneur 1937-1938 è stata la 28ª edizione del massimo campionato lussemburghese di calcio. La stagione è iniziata il 29 agosto 1937 ed è terminata il 15 aprile 1938. La squadra Spora Luxembourg ha vinto il titolo per la quinta volta nella sua storia.

## Formula
2 punti alla vittoria, un punto al pareggio, nessun punto alla sconfitta.
Le 10 squadre partecipanti si affrontano in un girone di andata e ritorno, per un totale di 18 giornate.

Le ultime due classificate retrocedono direttamente in 1. Division.

## Classifica finale
|                        | Pos. | Squadra                  | Pt | G  | V  | N | P  | GF | GS | DR  |
| ---------------------- | ---- | ------------------------ | -- | -- | -- | - | -- | -- | -- | --- |
| Lussemburgo (bandiera) | 1.   | Spora Luxembourg         | 26 | 18 | 11 | 4 | 3  | 48 | 26 | +22 |
|                        | 2.   | Jeunesse Esch            | 24 | 18 | 10 | 4 | 4  | 40 | 26 | +14 |
|                        | 3.   | Stade Dudelange          | 22 | 18 | 10 | 2 | 6  | 49 | 28 | +21 |
|                        | 4.   | US Dudelange             | 21 | 18 | 9  | 3 | 6  | 43 | 28 | +15 |
|                        | 5.   | Progrès Niedercorn       | 18 | 18 | 7  | 4 | 7  | 35 | 29 | +6  |
|                        | 6.   | Union Luxembourg         | 18 | 18 | 8  | 2 | 8  | 35 | 38 | -3  |
|                        | 7.   | Fola Esch                | 17 | 18 | 7  | 3 | 8  | 29 | 43 | -14 |
|                        | 8.   | The National Schifflange | 13 | 18 | 6  | 1 | 11 | 35 | 49 | -14 |
|                        | 9.   | Differdange              | 12 | 18 | 4  | 4 | 10 | 33 | 55 | -22 |
|                        | 10.  | Red Boys Differdange     | 9  | 18 | 3  | 3 | 12 | 23 | 48 | -25 |

Legenda:

      Campione del Lussemburgo 1937-1938

      Retrocesse in 1. Division 1937-1938

### Calendario
| Andata (1ª)  | Andata (1ª) | Prima giornata          | Ritorno (10ª) | Ritorno (10ª) |
|              |             |                         |               |               |
| 29 ago. 1937 | 0-2         | Fola-Niedercorn         | 2-1           | 21 nov. 1937  |
| 29 ago. 1937 | 4-4         | National- Jeunesse      | 1-4           | 21 nov. 1937  |
| 29 ago. 1937 | 2-3         | Red Boys-Union          | 3-4           | 21 nov. 1937  |
| 29 ago. 1937 | 4-0         | Spora-A. S. Differdange | 1-0           | 21 nov. 1937  |
| 29 ago. 1937 | 2-0         | Stade-U. S. Dudelange   | 2-4           | 21 nov. 1937  |

| Andata (2ª) | Andata (2ª) | Seconda giornata           | Ritorno (11ª) | Ritorno (11ª) |
|             |             |                            |               |               |
| 5 set. 1937 | 3-2         | A. S. Differdange-National | 1-4           | 5 dic. 1937   |
| 5 set. 1937 | 5-1         | Jeunesse-Fola              | 0-3           | 5 dic. 1937   |
| 5 set. 1937 | 2-0         | Niedercorn-Red Boys        | 0-1           | 5 dic. 1937   |
| 5 set. 1937 | 3-2         | Union-Stade                | 2-5           | 6 feb. 1938   |
| 5 set. 1937 | 1-1         | U. S. Dudelange-Spora      | 2-3           | 5 dic. 1937   |

| Andata (3ª)  | Andata (3ª) | Terza giornata             | Ritorno (12ª) | Ritorno (12ª) |
|              |             |                            |               |               |
| 12 set. 1937 | 6-2         | Jeunesse-A. S. Differdange | 3-2           | 12 dic. 1937  |
| 12 set. 1937 | 1-1         | National-U. S. Dudelange   | 3-2           | 12 dic. 1937  |
| 12 set. 1937 | 1-1         | Red Boys-Fola              | 1-4           | 12 dic. 1937  |
| 12 set. 1937 | 5-0         | Spora-Union                | 2-0           | 12 dic. 1937  |
| 12 set. 1937 | 4-2         | Stade-Niedercorn           | 1-1           | 12 dic. 1937  |

| Andata (4ª)  | Andata (4ª) | Quarta giornata                   | Ritorno (13ª) | Ritorno (13ª) |
|              |             |                                   |               |               |
| 19 set. 1937 | 0-3         | Fola-Stade                        | 0-5           | 2 gen. 1938   |
| 19 set. 1937 | 2-1         | Niedercorn-Spora                  | 2-3           | 2 gen. 1938   |
| 19 set. 1937 | 0-0         | Red Boys-Jeunesse                 | 2-3           | 2 gen. 1938   |
| 19 set. 1937 | 4-0         | Union-National                    | 1-2           | 2 gen. 1938   |
| 19 set. 1937 | 6-0         | U. S. Dudelange-A. S. Differdange | 2-1           | 2 gen. 1938   |

| Andata (5ª)  | Andata (5ª) | Quinta giornata          | Ritorno (14ª) | Ritorno (14ª) |
|              |             |                          |               |               |
| 26 set. 1937 | 1-1         | A. S. Differdange-Union  | 5-4           | 6 mar. 1938   |
| 26 set. 1937 | 2-1         | Jeunesse-U. S. Dudelange | 0-2           | 6 mar. 1938   |
| 26 set. 1937 | 1-5         | National-Niedercorn      | 1-4           | 6 feb. 1938   |
| 26 set. 1937 | 4-1         | Spora-Fola               | 3-3           | 6 mar. 1938   |
| 26 set. 1937 | 2-1         | Stade-Red Boys           | 5-0           | 6 mar. 1938   |

| Andata (6ª)  | Andata (6ª) | Sesta giornata               | Ritorno (15ª) | Ritorno (15ª) |
|              |             |                              |               |               |
| 10 ott. 1937 | 2-0         | Fola-National                | 0-5           | 23 gen. 1938  |
| 10 ott. 1937 | 5-2         | Niedercorn-A. S. Differdange | 3-3           | 23 gen. 1938  |
| 10 ott. 1937 | 3-2         | Red Boys-Spora               | 1-5           | 23 gen. 1938  |
| 10 ott. 1937 | 1-0         | Stade-Jeunesse               | 1-3           | 23 gen. 1938  |
| 10 ott. 1937 | 1-1         | Union-U. S. Dudelange        | 3-4           | 23 gen. 1938  |

| Andata (7ª)  | Andata (7ª) | Settima giornata           | Ritorno (16ª) | Ritorno (16ª) |
|              |             |                            |               |               |
| 17 ott. 1937 | 4-4         | A. S. Differdange-Fola     | 1-2           | 13 feb. 1938  |
| 17 ott. 1937 | 0-1         | Jeunesse-Union             | 2-0           | 13 feb. 1938  |
| 17 ott. 1937 | 3-2         | National-Red Boys          | 1-3           | 13 feb. 1938  |
| 17 ott. 1937 | 1-1         | Spora-Stade                | 2-1           | 13 feb. 1938  |
| 17 ott. 1937 | 0-0         | U. S. Dudelange-Niedercorn | 2-3           | 13 feb. 1938  |

| Andata (8ª)  | Andata (8ª) | Ottava giornata            | Ritorno (17ª) | Ritorno (17ª) |
|              |             |                            |               |               |
| 24 ott. 1937 | 4-1         | Fola-U. S. Dudelange       | 0-4           | 20 feb. 1938  |
| 24 ott. 1937 | 0-1         | Niedercorn-Union           | 2-4           | 20 feb. 1938  |
| 24 ott. 1937 | 0-0         | Red Boys-A. S. Differdange | 0-3           | 20 feb. 1938  |
| 24 ott. 1937 | 1-1         | Spora-Jeunesse             | 3-4           | 20 feb. 1938  |
| 24 ott. 1937 | 4-0         | Stade-National             | 2-4           | 20 feb. 1938  |

| Andata (9ª)  | Andata (9ª) | Nona giornata            | Ritorno (18ª) | Ritorno (18ª) |
|              |             |                          |               |               |
| 14 nov. 1937 | 3-1         | A. S. Differdange-Stade  | 2-7           | 27 feb. 1938  |
| 14 nov. 1937 | 3-1         | Jeunesse-Niedercorn      | 0-0           | 27 feb. 1938  |
| 14 nov. 1937 | 0-1         | National-Spora           | 4-6           | 27 feb. 1938  |
| 14 nov. 1937 | 2-0         | Union-Fola               | 1-2           | 27 feb. 1938  |
| 14 nov. 1937 | 5-1         | U. S. Dudelange-Red Boys | 5-2           | 27 feb. 1938  |